# Arthur Rubinstein
Arthur Rubinstein (polonès: Artur Rubinstein)  (Łódź, 28 de gener de 1887 - Ginebra, 20 de desembre de 1982) va ser un pianista polonès-estatunidenc. És considerat com un dels millors pianistes de tots els temps. Va rebre elogis internacionals per les seves interpretacions de la música escrita per diversos compositors i molts el consideren un dels més grans intèrprets de Chopin del seu temps. Va tocar en públic durant vuit dècades.

## Primers anys de vida

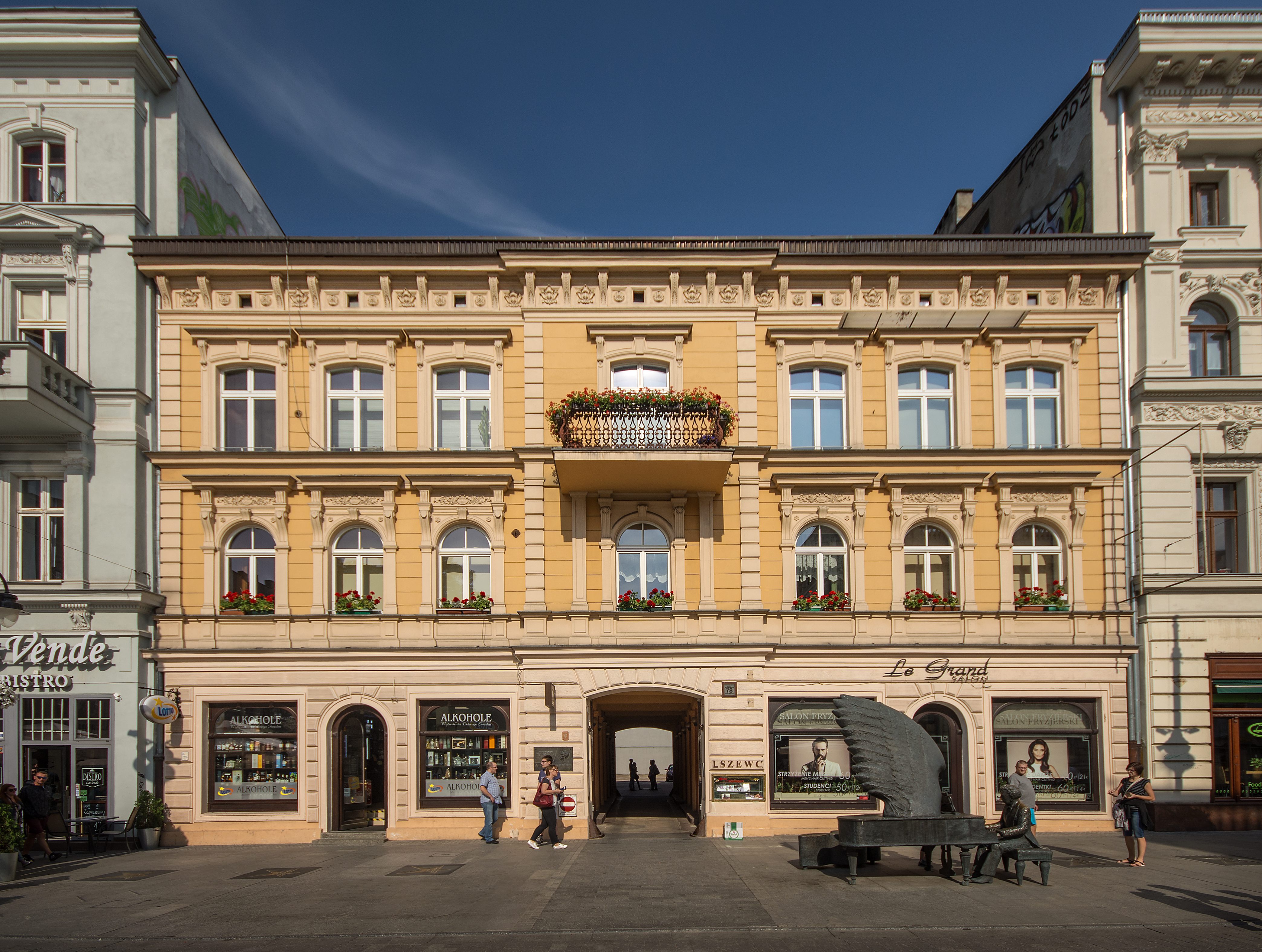
Casa d'infantesa d'Artur Rubinstein al carrer Piotrkowska, Łódź, Polònia

Artur Rubinstein va néixer a Łódź, Tsarat de Polònia (part de l'Imperi Rus durant tot el temps que Rubinstein hi va residir) el 28 de gener de 1887, en una família jueva. Va ser el més jove dels set fills de Felicja Blima Fajga (de soltera Heiman) i d'Izaak Rubinstein. El seu pare era propietari d'una petita fàbrica tèxtil.
El nom de naixement de Rubinstein havia de ser Leo, però el seu germà de vuit anys va afirmar que "el seu nom devia ser Artur. Com que Artur X (fill d'un veí) toca el violí tan bé, el nadó també pot convertir-se en un gran músic!" Així, es va dir Artur, encara que als països de parla anglesa, preferia ser conegut com a Arthur. El seu empresari estatunidenc Sol Hurok, però, va insistir en el fet que fos presentat com a Artur, i es van publicar discos a Occident amb les dues versions del seu nom.
A dos anys, Rubinstein va demostrar una oïda absoluta i una fascinació pel piano, veient les lliçons de piano de la seva germana gran. A quatre anys, va ser reconegut com un nen prodigi. El seu pare tenia predilecció pel violí i li va oferir un violí a Rubinstein; però Rubinstein el va rebutjar perquè pensava que el seu instint era per l'harmonia i la polifonia. El violinista hongarès Joseph Joachim, en sentir tocar el nen de quatre anys, es va quedar molt impressionat i va dir a la família d'Artur: "aquest nen pot arribar a ser un gran músic, sens dubte té el talent per a això. Quan arribi el moment d'estudiar seriosament, porteu-me'l i estaré encantat de supervisar la seva educació artística". El 14 de desembre de 1894, Artur Rubinstein, de set anys, va debutar amb peces de Mozart, Schubert i Mendelssohn.
Quan va complir els deu anys, Rubinstein es va traslladar a Berlín per continuar els seus estudis, i va donar la seva primera actuació amb la Filharmònica de Berlín l'any 1900, a tretze anys. Joseph Joachim va recomanar Karl Heinrich Barth com a professor de piano del nen. Com a estudiant de Barth, Rubinstein va heretar un llinatge pedagògic reconegut: Barth era ell mateix deixeble de Liszt, que havia estat ensenyat per Czerny, que al seu torn havia estat deixeble de Beethoven.

## Música i carrera
El 1904, Rubinstein es va traslladar a París per iniciar la seva carrera seriosament. A la ciutat va conèixer els compositors Maurice Ravel i Paul Dukas i el violinista Jacques Thibaud. També va tocar el Concert per a piano núm. 2 de Camille Saint-Saëns en presència del compositor. A través de la família de Juliusz Wertheim (a la qual Rubinstein va atribuir la seva pròpia inspiració en les obres de Chopin) va formar amistat amb el violinista Paul Kochanski i el compositor Karol Szymanowski.

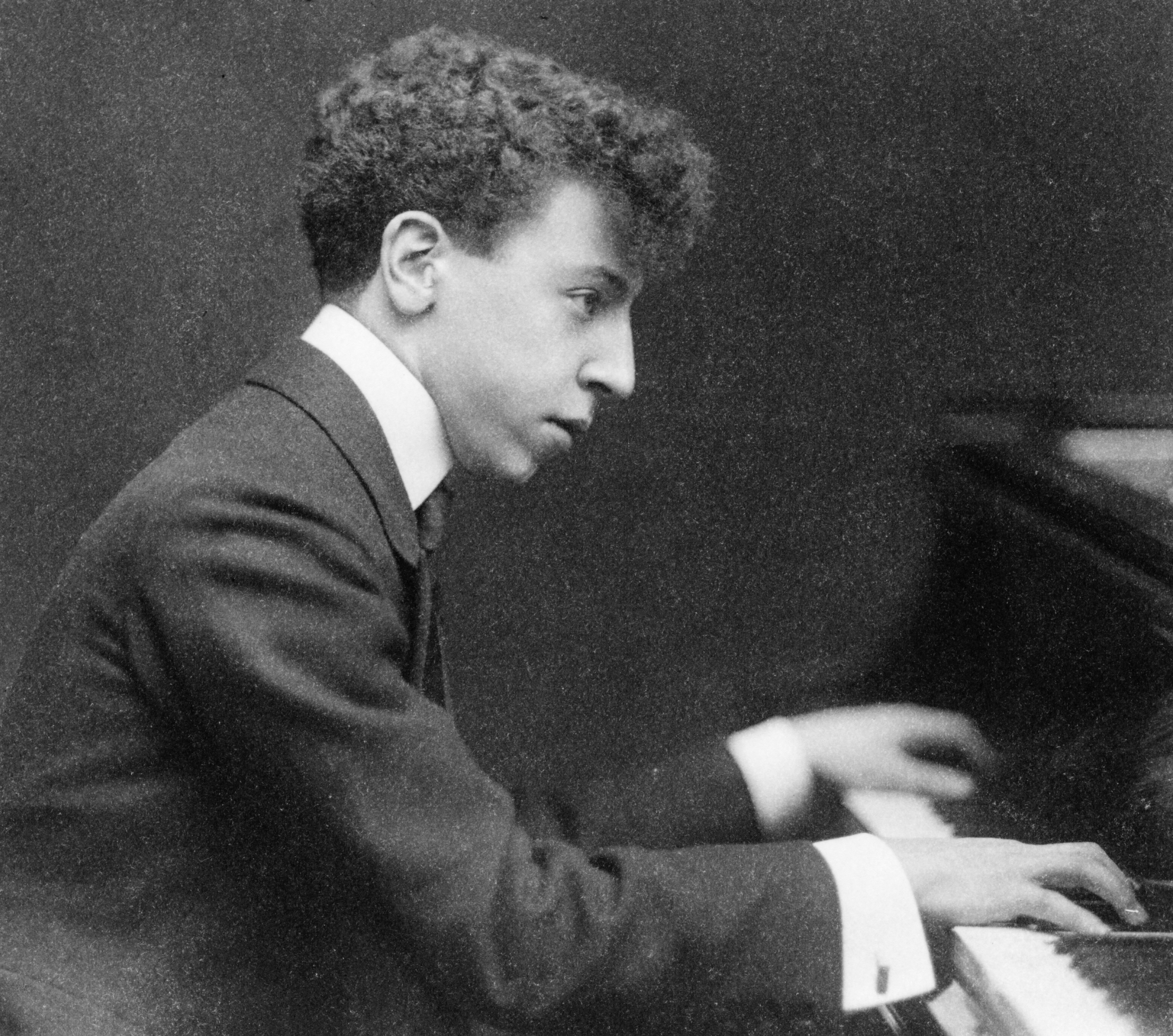
Rubinstein el 1906

Rubinstein va fer el seu debut a Nova York al Carnegie Hall el 1906, i després va fer una gira pels Estats Units d'Amèrica, Àustria, Itàlia i Rússia. Segons el seu propi testimoni i el del seu fill a la pel·lícula de François Reichenbach L'Amour de la vie (1969), no va ser ben rebut als Estats Units. L'any 1908, Rubinstein, indigent i desesperat, perseguit pels creditors i amenaçat de ser desallotjat de la seva habitació d'hotel de Berlín, va fer un intent fallit de penjar-se. Posteriorment, va dir que se sentia "renascut" i dotat d'un amor incondicional a la vida. El 1912, va fer el seu debut a Londres i hi va trobar una casa musical a Edith Grove, Chelsea, saló musical de Paul i Muriel Draper, en companyia de Kochanski, Igor Stravinsky, Jacques Thibaud, Pau Casals, Pierre Monteux i altres.
Durant la Primera Guerra Mundial, Rubinstein es va quedar a Londres, fent recitals i acompanyant el violinista Eugène Ysaÿe. El 1916 i el 1917 va fer les seves primeres gires per Espanya i Amèrica del Sud on va ser molt aclamat. Va ser durant aquelles gires que va desenvolupar un entusiasme de tota la vida per la música d'Enric Granados, Isaac Albéniz, Manuel de Falla i Heitor Villa-Lobos. Va ser el dedicatari de la Fantasia Baetica de Manuel de Falla, el Rudepoêma de Villa-Lobos i els Trois mouvements de Petruixka d'Stravinski.
Rubinstein es va mostrar molt disgustat per la conducta d'Alemanya durant aquella guerra i no va tornar a tocar mai més enllà. La seva darrera actuació a Alemanya va ser l'any 1914.
A la tardor de 1919 Rubinstein va fer una gira per la Gran Bretanya amb la soprano Emma Calvé i el tenor Vladimir Rosing.
El 1921, Rubinstein va fer dues gires americanes, viatjant a Nova York amb Karol Szymanowski i el seu amic íntim Paul Kochanski.
El 1934, el pianista, que va declarar que va descuidar la seva tècnica en els seus primers anys, confiant, en canvi, en el talent natural, es va retirar de la vida concertística durant uns quants mesos d'estudi i pràctica intensius.
Rubinstein va tornar als Estats Units el 1937, la seva carrera es va centrar allà durant els anys de la Segona Guerra Mundial quan va viure a Brentwood, Califòrnia. Es va convertir en ciutadà estatunidenc naturalitzat el 1946.

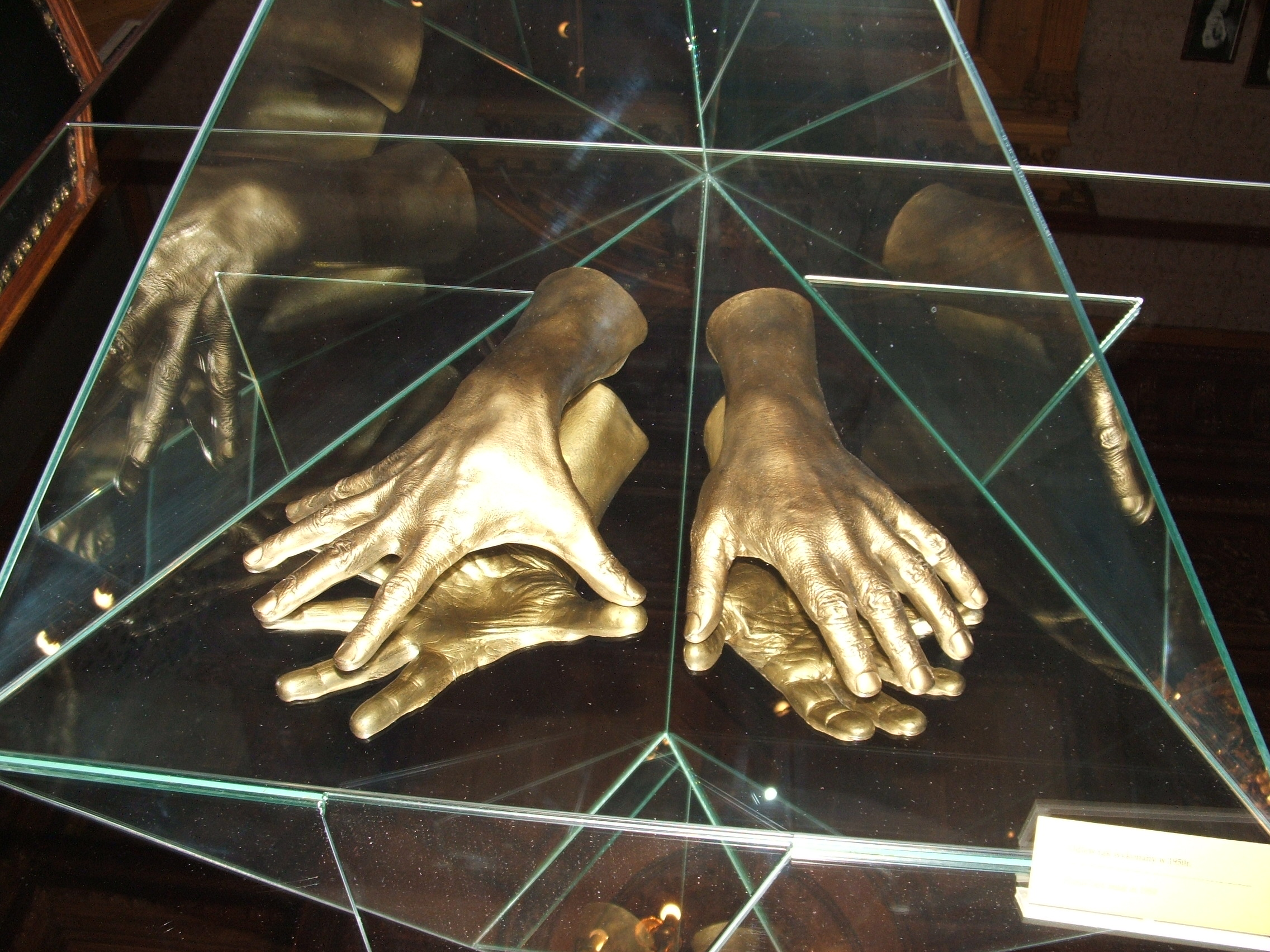
Una reproducció de les mans del pianista, al museu de Łódź

Durant la seva estada a Califòrnia, Rubinstein va enregistrar com a pianista la banda sonora de diverses pel·lícules, incloent-hi Song of Love amb Katharine Hepburn. Va aparèixer, com ell mateix, a les pel·lícules Carnegie Hall i Of Men and Music.
Encara que més conegut com a recitalista i solista de concerts, Rubinstein era considerat un músic de cambra destacat, col·laborant amb Henryk Szeryng, Jascha Heifetz, Pau Casals, Gregor Piatigorsky i el Quartet Guarneri. Rubinstein va gravar gran part del repertori de piano bàsic, especialment el dels compositors romàntics. En el moment de la seva mort, The New York Times, en descriure'l, va escriure: "Chopin era la seva especialitat... era un chopinià considerat per molts sense igual". Amb l'excepció dels Études, va gravar la majoria de les obres de Chopin. L'any 1964, durant la Guerra Freda, va oferir un concert mític a Moscou, amb un programa pur de Chopin. Va ser un dels primers defensors dels compositors espanyols i sud-americans, així com dels compositors francesos de principis del segle XX (com Debussy i Ravel). A més, Rubinstein va promocionar la música del seu compatriota Karol Szymanowski. Rubinstein, en conversa amb Aleksandr Skriabin, va mencionar Brahms com el seu compositor favorit, una resposta que va enfurismar Skriabin.
El 1969 es va estrenar la pel·lícula Arthur Rubinstein – L'amor de la vida; va guanyar l'Oscar a la millor pel·lícula documental. Un especial de televisió posterior, Rubinstein at 90, va destacar com havia estat tocant per a la gent durant vuit dècades.
A mitjan dècada de 1970, la vista de Rubinstein havia començat a deteriorar-se. Es va retirar dels escenaris a vuitanta-nou anys el maig de 1976, oferint el seu últim concert al Wigmore Hall de Londres, on havia tocat per primera vegada gairebé setanta anys abans.
Rubinstein, que dominava vuit idiomes, guardava gran part del repertori (i no només el del piano) en la seva formidable memòria. Segons les seves memòries, va aprendre les Variacions simfòniques de César Franck mentre anava en tren camí al concert, sense el benefici d'un piano, practicant passatges a la falda. Rubinstein va descriure la seva memòria com a fotogràfica, fins al punt que visualitzava una taca de cafè errant mentre recordava una partitura.
Rubinstein també tenia habilitats auditives excepcionalment desenvolupades, que li van permetre tocar simfonies senceres en la seva ment. "A l'esmorzar, podria passar una simfonia de Brahms al meu cap", va dir. "Llavors em criden al telèfon, i mitja hora més tard em trobo que ha sonat interiorment tot el temps i estic ja en el tercer moviment". Aquesta habilitat era sovint provada pels amics de Rubinstein, que escollien a l'atzar extractes d'òpera i partitures simfòniques i li demanaven que les toqués de memòria.
L'autobiografia de Rubinstein conté dos volums: My Young Years (1973) i My Many Years (1980). A molts no els va agradar el seu èmfasi en les anècdotes personals per sobre de la seva biografia musical. El pianista Emanuel Ax, un dels grans admiradors de Rubinstein, es va sentir profundament decebut en llegir My Many Years: "fins llavors", va dir a Harvey Sachs, "havia idolatrat Rubinstein; havia volgut tenir una vida com la seva, el llibre va canviar tot això".
Rubinstein va assenyalar una vegada: "és simplement la meva vida, la música. La visc, la respiro, parlo amb ella. En soc gairebé inconscient. No, no vull dir que ho doni per fet; mai no s'ha de donar per fet cap dels dons de Déu. Però és com un braç, una cama, part de mi. D'altra banda, els llibres i les pintures i els idiomes i les persones són passions per a mi, sempre per conrear. Viatjar també. Soc un home afortunat de tenir un negoci que em permet estar tant a la carretera. Al tren, a l'avió, tinc temps de llegir. També, soc un home afortunat de ser pianista. Un instrument esplèndid, el piano, de la mida justa perquè no te'l puguis endur. En lloc de practicar, sé llegir. Un home afortunat, no?"

## Vida personal

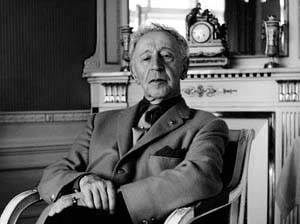
Rubinstein el 1963

### Matrimoni i família
De la seva joventut, Rubinstein va dir una vegada: "es diu de mi que quan era jove vaig dividir el meu temps de manera imparcial entre el vi, les dones i la cançó. Ho nego categòricament. El noranta per cent dels meus interessos eren dones". A quaranta-cinc anys, el 1932, Rubinstein es va casar amb Nela Młynarska, una ballarina polonesa de vint-i-quatre anys que havia estudiat amb Mary Wigman. Nela era filla del director d'orquestra polonès Emil Młynarski i de la seva dona Anna Talko-Hryncewicz, que era d'una família heràldica aristocràtica polonesa de l'escut d'Iłgowski. Nela s'havia enamorat de Rubinstein quan tenia divuit anys, però es va casar amb Mieczysław Munz, un altre pianista polonès-estatunidenc, després que Rubinstein comencés una aventura amb una princesa italiana. Nela es va divorciar de Munz i tres anys més tard es va casar amb Rubinstein. Van tenir cinc fills (un va morir en la infància), inclosa la fotògrafa Eva Rubinstein, que es va casar amb William Sloane Coffin, i un fill John Rubinstein, actor guanyador del Premi Tony i pare de l'actor Michael Weston. Posteriorment, Nela va escriure Nela's Cookbook, un llibre de cuina que incloïa els plats que ella preparava per a les festes llegendàries de la parella.
Tant abans com durant el seu matrimoni, Rubinstein va mantenir una sèrie d'afers amb dones, incloses Lesley Jowitt, l'esposa del polític britànic William Jowitt, i Irene Curzon.
A més de tenir una filla (la pianista sud-americana Luli Oswald) amb la marquesa italiana Paola Medici del Vascello (de soltera la princesa Paola di Viggiano), podria haver estat el pare del fill de la decoradora i artista estatunidenca Muriel Draper, Sanders Draper, que va morir a la Segona Guerra Mundial.
Tot i que ell i Nela no es van divorciar mai, el 1977, a noranta anys, la va deixar per Annabelle Whitestone, llavors de trenta-tres anys.

### Identitat jueva
Agnòstic, Rubinstein estava orgullós de la seva herència jueva. Va ser un gran amic de l'Estat d'Israel, que va visitar diverses vegades amb la seva dona i els seus fills, oferint concerts amb l'Orquestra Filharmònica d'Israel, recitals i classes magistrals al Centre de Música de Jerusalem. El 1949, Rubinstein, que va perdre membres de la seva família a l'Holocaust, juntament amb altres músics destacats (inclosos Horowitz i Heifetz) va anunciar que no apareixeria amb la Simfònica de Chicago si contractava el director Wilhelm Furtwängler, que havia estat a Alemanya durant la guerra i que havia interpretat una simfonia per l'aniversari d'Adolf Hitler.

### Identitat polonesa
Al llarg de la seva vida, Rubinstein va estar profundament vinculat a Polònia. A la inauguració de les Nacions Unides el 1945, Rubinstein va mostrar el seu patriotisme polonès en un concert per als delegats. Va començar el concert manifestant la seva profunda decepció perquè la conferència no comptava amb una delegació de Polònia. Rubinstein va descriure més tard que es va sentir aclaparat per una fúria cega i va assenyalar amb ira al públic l'absència de la bandera polonesa. Va deixar de tocar el piano, va dir al públic que s'aixequés, inclosos els soviètics, i va tocar l'Himne Nacional de Polònia ben fort i lentament, repetint la part final en un gran forte. Quan va acabar, el públic li va fer una gran ovació.

### Aportacions benèfiques
Rubinstein va ser actiu donant suport a organitzacions benèfiques al llarg de la seva vida. Va fer concerts benèfics per recaptar donacions per a nombroses organitzacions que li interessaven. El 1961, va fer deu recitals al Carnegie Hall per recaptar aproximadament 100.000 dòlars per a organitzacions benèfiques com Big Brothers, United Jewish Appeal, Polish Assistance, Musicians Emergency Fund, l'Associació Nacional per a la Salut Mental i per a l'Associació Nacional per al Progrés de les Persones de Color.

### A la pràctica

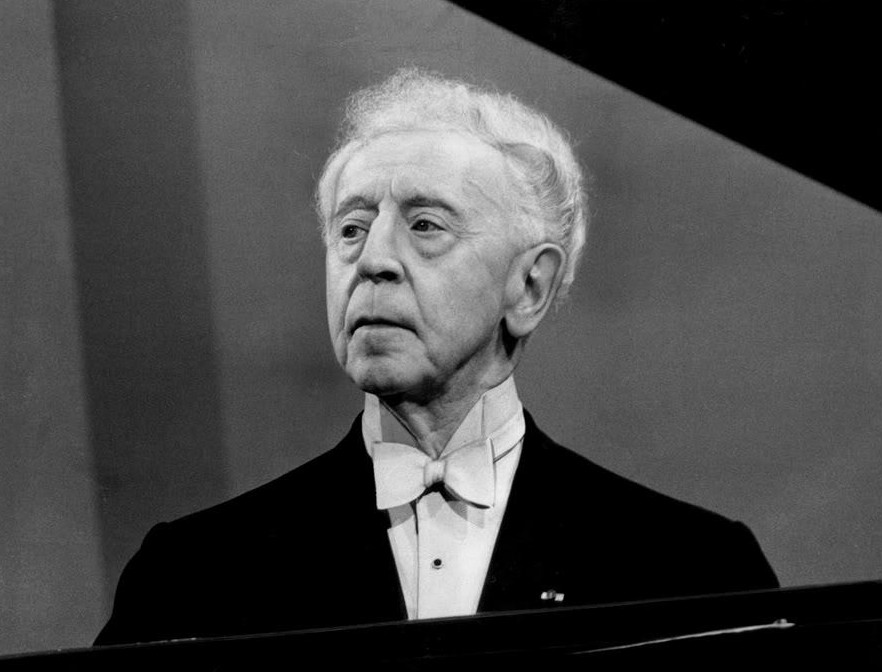
Rubinstein el 1968

En les seves dues autobiografies, Rubinstein sovint fa una intensa autocrítica. Pianista natural amb una gran tècnica, va afirmar que va practicar el menys possible, aprenent noves peces ràpidament i sense prou atenció als detalls, confiant en el seu encant i carisma per amagar la falta de profunditat de la seva interpretació. Tot plegat està subjecte a certs dubtes: Rubinstein no era contrari a convertir-se en el bufó d'una bona història. Així i tot, va insistir que la seva actitud cap a la pràctica va canviar després del seu matrimoni. Va afirmar que no volia que els seus fills el veiessin com un segon classificat, així que va començar l'estiu de 1934 a reestudiar tot el seu repertori. "Vaig tornar a treballar sis hores, vuit hores, nou hores al dia", va recordar el 1958, "i va passar una cosa estranya... vaig començar a descobrir nous significats, noves qualitats, noves possibilitats en la música que toco habitualment des de fa més de trenta anys". En general, però, Rubinstein creia que la pràctica excessiva podria ser perillosa per als joves pianistes. Potser recordant el seu propi pinzell juvenil amb la síndrome d'estrès repetitiu, Rubinstein va aconsellar regularment que els joves pianistes no haurien de practicar més de tres hores al dia. “Vaig néixer molt, molt gandul i no sempre practico molt de temps”, va dir, “però he de dir, en la meva defensa, que no és tan bo, musicalment, practicar en excés. Quan ho fas, sembla que la música surti de la teva butxaca. Si toques amb la sensació de 'Oh, ho sé', toques sense aquesta gota de sang fresca que és necessària, i que el públic sent". Sobre els seus propis mètodes de pràctica, va dir: "a cada concert deixo molt al moment. He d'oferir l'inesperat, l'imprevist. Vull arriscar, atrevir-me. Vull ser sorprès pel que surti. Vull gaudir-ne més que el públic. D'aquesta manera la música pot tornar a florir. És com fer l'amor. L'acte és sempre el mateix, però cada vegada és diferent".

### Alumnes
Rubinstein es va mostrar reticent a ensenyar en la seva cerrera inicial, negant-se a acceptar la petició de lliçons de William Kapell. No va ser fins a finals de la dècada de 1950 que va acceptar el seu primer alumne, Dubravka Tomšič Srebotnjak. Altres alumnes de Rubinstein van ser François-René Duchâble, Avi Schönfeld, Ann Schein Carlyss, Eugen Indjic, Janina Fialkowska, Dean Kramer i Marc Laforêt. Rubinstein també va donar classes magistrals cap al final de la seva vida.

## Mort i llegat

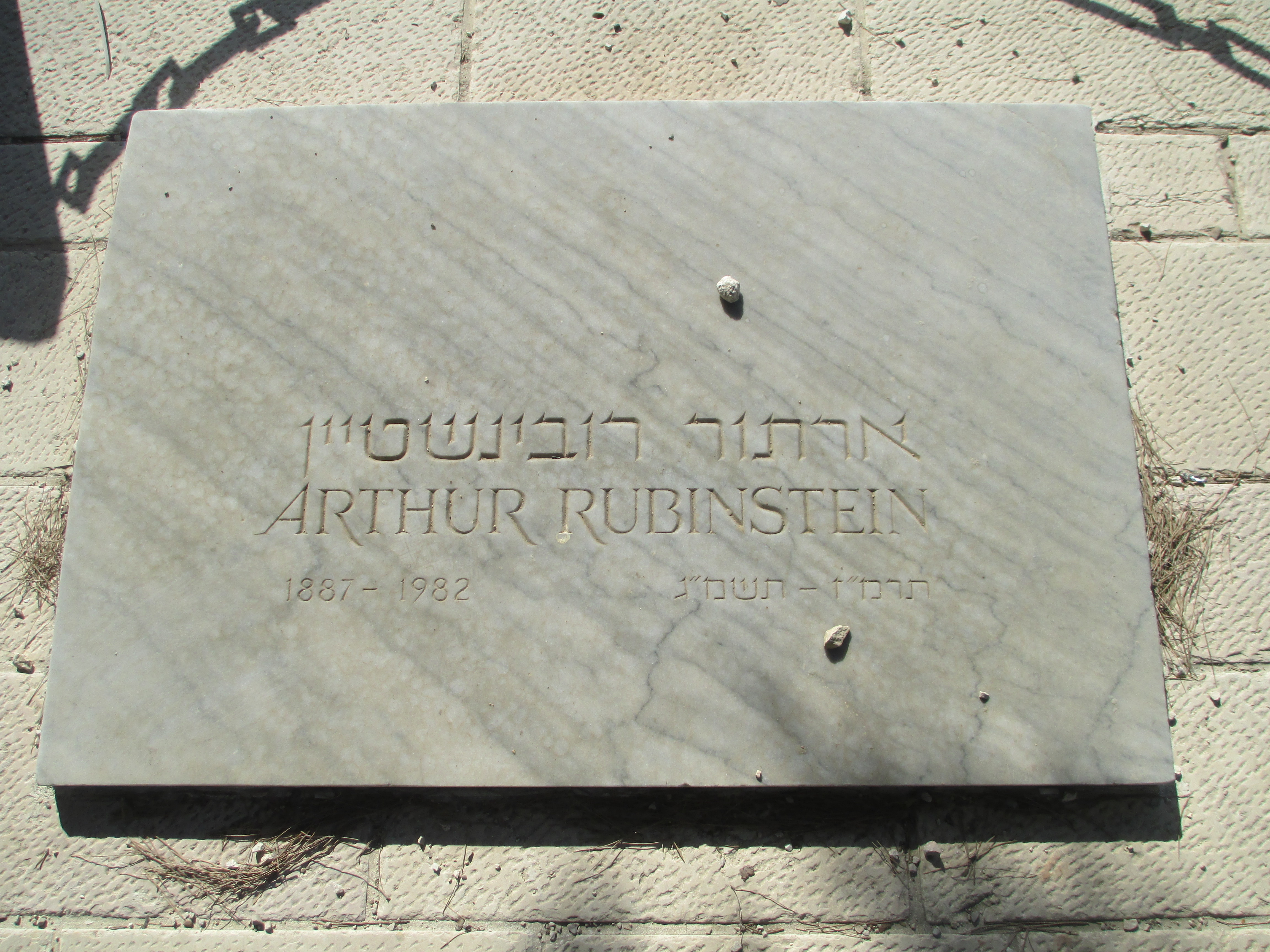
Tomba d'Arthur Rubinstein al bosc d'Arthur Rubinstein, prop de Jerusalem

Rubinstein va morir mentre dormia a casa seva a Ginebra, Suïssa, el 20 de desembre de 1982, a l'edat de noranta-cinc anys. Les seves restes van ser cremades. En el primer aniversari de la seva mort, una urna que contenia les seves cendres va ser enterrada a Jerusalem —tal com s'especifica en el seu testament— en una parcel·la dedicada ara anomenada "Bosc de Rubinstein" amb vista al bosc de Jerusalem. Això es va acordar amb els grans rabins d'Israel perquè el bosc principal no caigués sota les lleis religioses que regeixen els cementiris.
L'octubre de 2007, la seva família va donar a la Juilliard School una extensa col·lecció de manuscrits originals, còpies manuscrites i edicions publicades que havien estat confiscades pels alemanys durant la Segona Guerra Mundial a la seva residència de París. Setanta-un articles van ser retornats als seus quatre fills, cosa que va suposar la primera vegada que els béns jueus conservats a la Biblioteca Estatal de Berlín van ser retornats als hereus legals.
El 1974, Jan Jacob Bistritzky va establir el Concurs Internacional de Mestres de Piano Arthur Rubinstein, que se celebra cada tres anys a Israel, amb l'objectiu de promoure la carrera de pianistes joves i destacats. Es lliura el premi Arthur Rubinstein i altres guardons als guanyadors. El Concurs Rubinstein també encarrega obres de compositors israelians.
Hi ha un carrer Arthur Rubinstein a Tel-Aviv, Israel.

## Enregistraments
El 1910, Rubinstein va gravar la Rapsòdia hongaresa núm. 10 de Franz Liszt per al segell polonès Favorit. El pianista estava disgustat amb el procés d'enregistrament acústic, dient que feia sonar el piano "com un banjo" i no va tornar a gravar fins a l'arribada de l'enregistrament elèctric. No obstant això, Rubinstein va enregistrar la dècada del 1920 nombrosos rotllos de música de piano per al sistema Duo-Art d'Aeolian i per l'American Piano Company (AMPICO).
A partir de 1928, Rubinstein va començar a gravar àmpliament per a la Gramophone Company, més coneguda com His Master's Voice a Anglaterra i després RCA Victor als Estats Units, realitzant un gran nombre d'enregistraments en solitari, concerts i música de cambra fins a la seva jubilació el 1976. A mesura que millorava la tecnologia de gravació, des de discos de 78 rpm fins a LP i enregistraments estereofònics, Rubinstein va tornar a gravar gran part del seu repertori. Tots els seus enregistraments RCA s'han publicat en disc compacte i sumen unes 107 hores de música.
Rubinstein va preferir gravar a estudi, i durant la seva vida va aprovar el llançament només d'unes tres hores d'enregistraments en directe. Tanmateix, des de la seva mort, diversos segells han emès enregistraments en directe extrets d'emissions de ràdio.

## Honors

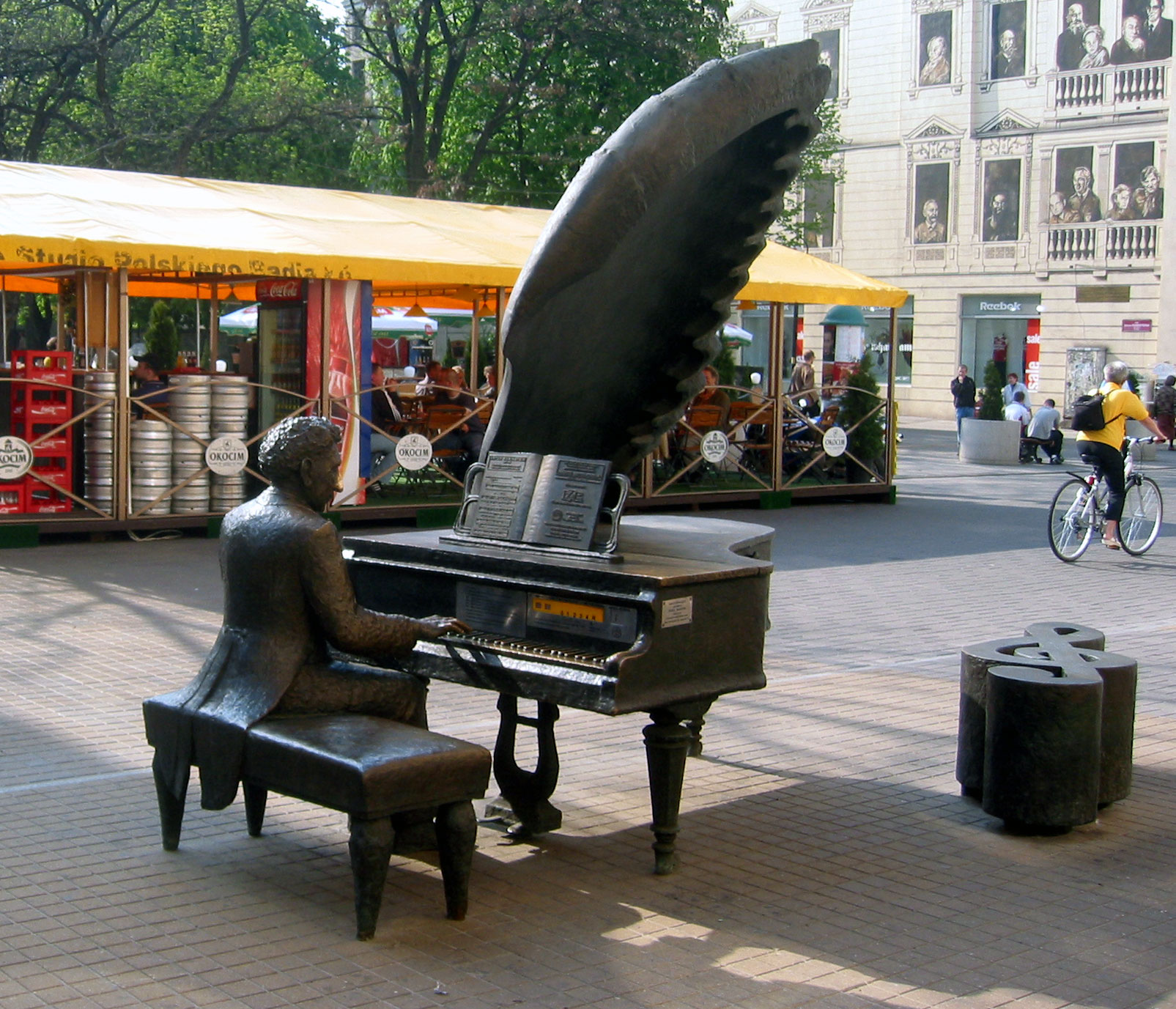
Escultura d'Arthur Rubinstein al carrer Piotrkowska, a Łódź, Polònia, on va néixer Rubinstein

- Oficial de l'Orde de Sant Jaume de l'Espasa, Portugal (31 de maig de 1958)[30]
- Premi Sonning de Dinamarca (1971)
- Gran Oficial de l'Orde de Sant Jaume de l'Espasa, Portugal (9 de maig de 1972)[30]
- Medalla Presidencial de la Llibertat dels EUA, presentada pel president Gerald Ford (1 d'abril de 1976)
- Cavaller-Comandant Honorari de l'Orde de l'Imperi Britànic (KBE) de la Gran Bretanya i Irlanda del Nord (1977)[31]
- Kennedy Center Honors dels Estats Units d'Amèrica (1978)
- Gran Oficial de l'Orde Nacional de la Legió d'Honor de França
- Creu d'Oficial (Krzyż Oficerski) de l'Orde de Polònia Restituta de Polònia
- Comandant de l'Orde del Mèrit de la República Italiana d'Itàlia
- Membre de l'Orde Civil d'Alfons X, el Savi d'Espanya
- Oficial de l'Orde de Leopold de Bèlgica
- Saló de la Fama de Gramophone el 2012[32]
- Premi Grammy a la millor interpretació de música de cambra:
  - Pierre Fournier, Arthur Rubinstein i Henryk Szeryng, obres de Schubert: Trios núm. 1 en si bemoll, op. 99 i 2 en mi bemoll, op. 100 (trios de piano) (Premi Grammy de 1976)
  - Pierre Fournier, Arthur Rubinstein i Henryk Szeryng, obres de Brahms: Trios (complet)/Schumann: Trio núm. 1 en re menor (Premi Grammy de 1975)
- Premi Grammy a la millor interpretació solista instrumental (sense orquestra):
  - Arthur Rubinstein per la Sonata de Beethoven per a piano núm. 18 en mi bemoll/ Schumann: Fantasiestücke, Op. 12 (Premis Grammy de 1978)
  - Arthur Rubinstein obres de Beethoven: Sonates núm. 21 en do (Waldstein) i núm. 18 en mi bemol (Premis Grammy de 1960)
- Premi Grammy a la carrera artística (1994)

## Filmografia
- Cançó nocturna (1948)
- Arthur Rubinstein - L'amor de la vida (L'Amour de la vie - Artur Rubinstein, 1969)